# Sambassadeur (musikalbum)
Sambassadeur är Sambassadeurs självbetitlade debutalbum, utgivet den 2 juni 2005 av skivbolaget Labrador.
Skivan föregicks av EP-skivorna Between the Lines och New Moon (båda 2005), från vilka flera låtar togs till debutalbumet.

## Låtlista
1. "New Moon" - 2:41
2. "Ice & Snow" - 2:58
3. "One Last Remark" - 3:17
4. "Sense of Sound" - 3:51
5. "If Rain" - 2:35
6. "Still Life Ahead" - 2:57
7. "La Chanson de Prévert" - 3:24 (Serge Gainsbourg)
8. "Between The Lines" - 2:40
9. "In the Calm" - 2:02
10. "Just Because of You" - 2:45
11. "Whatever Season" - 3:14
12. "Posture of a Boy" - 2:40

## Mottagande
Skivan snittar på 3,0/5 på Kritiker.se, baserat på fem recensioner.

### Fotnoter
1. ↑  ”Sambassadeur”. Discogs.com. http://www.discogs.com/Sambassadeur-Sambassadeur/release/962804. Läst 1 mars 2012.
2. ↑  ”Discography”. Discogs.com. http://www.discogs.com/artist/Sambassadeur. Läst 1 mars 2012.
3. ↑  ”Sambassadeur”. Kritiker.se. https://kritiker.se/skivor/sambassadeur/sambassadeur/. Läst 1 mars 2012.